# Blandt Vestens Banditter
Blandt Vestens Banditter er en amerikansk stumfilm fra 1919 af Albert Parker.

## Medvirkende
- Douglas Fairbanks som Teddy Drake
- Marjorie Daw som Rita Allison
- William A. Wellman som Henry
- Frank Campeau
- Edythe Chapman som Teddy